# Roccia della Scoperta
La Roccia della Scoperta (4.178 m s.l.m.) è una montagna di importanza minore del Gruppo del Monte Rosa.

## Descrizione
Si trova lungo la linea di confine tra l'Italia e la Svizzera tra il colle del Lys ed il Lyskamm Orientale. La montagna è inserita tra le vette secondarie delle Vette alpine superiori a 4000 metri.

## Toponimo
Il nome dato alla montagna Roccia della Scoperta (Entdeckungsfelsen) risale agli alpinisti di Gressoney-Saint-Jean, Valentin e Joseph Beck, Joseph Zumstein, Nicolas Vincent, Sebastian Linty, Étienne Lisco e François Castel che raggiunsero la vetta nel 1778 alla ricerca della cosiddetta valle perduta.

## Salita alla vetta
La vetta viene raggiunta nella salita al Lyskamm Orientale attraverso la sua cresta orientale.